# Níger nos Jogos Olímpicos de Verão de 2024
Níger participou dos Jogos Olímpicos de Verão de 2024, realizados em Paris, na França. Foi a 14.ª aparição consecutiva do país nos Jogos Olímpicos de Verão desde a estreia em Tóquio 1964.
Foi representado por sete atletas que competiram em cinco esportes, mas nenhum conquistou medalhas.

## Competidores
Esta foi a participação por modalidade nesta edição:
| Esporte   | Masculino | Feminino | Total |
| --------- | --------- | -------- | ----- |
| Atletismo | 0         | 1        | 1     |
| Esgrima   | 1         | 0        | 1     |
| Judô      | 1         | 0        | 1     |
| Natação   | 1         | 1        | 2     |
| Taekwondo | 2         | 0        | 2     |
| Total     | 5         | 2        | 7     |

## Desempenho

### Atletismo
- Q = Qualificado para a próxima fase
- q = Qualificado para a próxima fase como o perdedor mais rápido ou, em eventos de campo, pela posição sem atingir o alvo para qualificação
- N/A = Fase não aplicável para o evento
- Bye = Atleta não precisou disputar aquela fase

Feminino
Eventos de pista
| Atleta                | Evento | Preliminar | Preliminar | Baterias    | Baterias    | Semifinal   | Semifinal   | Final       | Final       | Ref.  |
| Atleta                | Evento | Tempo      | Pos.       | Tempo       | Pos.        | Tempo       | Pos.        | Tempo       | Pos.        | Ref.  |
| --------------------- | ------ | ---------- | ---------- | ----------- | ----------- | ----------- | ----------- | ----------- | ----------- | ----- |
| Samira Awali Boubacar | 100 m  | 12.06      | 5          | Não avançou | Não avançou | Não avançou | Não avançou | Não avançou | Não avançou | [ 5 ] |

### Esgrima
Masculino
| Atleta        | Evento | Fase de 64           | Fase de 32           | Oitavas de final     | Quartas de final     | Semifinal            | Final                | Final       | Ref.  |
| Atleta        | Evento | Adversário Resultado | Adversário Resultado | Adversário Resultado | Adversário Resultado | Adversário Resultado | Adversário Resultado | Pos.        | Ref.  |
| ------------- | ------ | -------------------- | -------------------- | -------------------- | -------------------- | -------------------- | -------------------- | ----------- | ----- |
| Evann Girault | Sabre  | Bye                  | KOR Oh S-u D 8–15    | Não avançou          | Não avançou          | Não avançou          | Não avançou          | Não avançou | [ 6 ] |

### Judô
Masculino
| Atleta           | Evento    | Primeira fase          | Oitavas              | Quartas              | Semifinais           | Repescagem           | Final / DB           | Final / DB | Ref.  |
| Atleta           | Evento    | Adversário Resultado   | Adversário Resultado | Adversário Resultado | Adversário Resultado | Adversário Resultado | Adversário Resultado | Pos.       | Ref.  |
| ---------------- | --------- | ---------------------- | -------------------- | -------------------- | -------------------- | -------------------- | -------------------- | ---------- | ----- |
| Ismael Alhassane | Até 66 kg | HUN B Pongrácz D 00–10 | Não avançou          | Não avançou          | Não avançou          | Não avançou          | Não avançou          | =17        | [ 7 ] |

### Natação
Masculino
| Atleta          | Evento     | Eliminatórias | Eliminatórias | Semifinal   | Semifinal   | Final       | Final       | Ref.  |
| Atleta          | Evento     | Tempo         | Pos.          | Tempo       | Pos.        | Tempo       | Pos.        | Ref.  |
| --------------- | ---------- | ------------- | ------------- | ----------- | ----------- | ----------- | ----------- | ----- |
| Marouane Mamane | 50 m livre | 30.66         | 72            | Não avançou | Não avançou | Não avançou | Não avançou | [ 8 ] |

Feminino
| Atleta            | Evento     | Eliminatórias | Eliminatórias | Semifinal   | Semifinal   | Final       | Final       | Ref.  |
| Atleta            | Evento     | Tempo         | Pos.          | Tempo       | Pos.        | Tempo       | Pos.        | Ref.  |
| ----------------- | ---------- | ------------- | ------------- | ----------- | ----------- | ----------- | ----------- | ----- |
| Salima Youssoufou | 50 m livre | 33.66         | 74            | Não avançou | Não avançou | Não avançou | Não avançou | [ 9 ] |

### Taekwondo
Masculino
| Atleta                | Evento        | Preliminar           | Oitavas                | Quartas              | Semifinais           | Repescagem           | Final / DB           | Final / DB  | Ref.   |
| Atleta                | Evento        | Adversário Resultado | Adversário Resultado   | Adversário Resultado | Adversário Resultado | Adversário Resultado | Adversário Resultado | Pos.        | Ref.   |
| --------------------- | ------------- | -------------------- | ---------------------- | -------------------- | -------------------- | -------------------- | -------------------- | ----------- | ------ |
| Nouridine Issaka      | Até 58 kg     | Bye                  | AUS B Lewis D 0–2      | Não avançou          | Não avançou          | Não avançou          | Não avançou          | Não avançou | [ 10 ] |
| Abdoul Razak Issoufou | Mais de 80 kg | Bye                  | GBR C Cunningham D 0–2 | Não avançou          | Não avançou          | CUB R Alba D 1–2     | Não avançou          | Não avançou | [ 11 ] |